# 阮露澤
阮露澤（越南语：／；1852年—1895年），原名阮河洇（越南语：／），號琦庵（越南语：／），越南文學家、維新人士。

## 生平
阮露澤是承天府豐田縣永昌總薊門社（今屬承天順化省豐田縣田門社）人，嗣德五年（1852年）生於廣治省甘露府，父親是河寧總督阮威。
阮露澤年少時喜愛讀書，20歲時娶陳踐誠之女陳氏嫻為妻。婚後在陳踐誠處大量涉獵中國傳來的新式書籍，並接觸到阮長祚關於改革變法的文章。這對阮露澤的思想變革產生了很大影響。
嗣德三十年（1877年），阮露澤在順化參加會試，在試卷中上“時務策”，要求變法救國，但沒有被朝廷採納。
嗣德三十五年（1882年），機密院派他到香港學習工程技術，但沒有成功。當年4月，法軍攻佔河內。阮露澤再上“時務策”，主要包括遷都清化、培訓新軍、採購新式武器、派遣學生出洋留學以及與英、德等國建立外交關係，遏制法國侵略。這一次上疏也沒有被朝廷採納。
建福元年（1884年），阮文祥召阮露澤和范富唐到順化商討國事。次年（1885年）五月，尊室說挾咸宜帝發動勤王運動，阮露澤順勢響應。運動失敗後，他不得不隱姓埋名躲藏起來。
成泰四年（1892年），士子們到順化參加新一科會試。阮露澤雖然沒有應試，但他寫的《天下大勢論》在士子們中間廣泛傳閱，引起極大影響。潘佩珠、潘周楨、陳季恰、武范諴、張嘉謨等人都受到了阮露澤的影響。
成泰七年（1895年），阮露澤離開順化，準備南遊潘切，途徑平定時生病去世。

## 作品
阮露澤著有《葵憂錄》、《己嘲錄》、《琦庵野話》、《琦庵詩文全集》等。

## 家庭
阮露澤妻陳氏嫻是陳踐誠之女，生三子，均早殤，後改嫁張登桂之子張光悅。